# 1249
1249 (MCCXLIX) je bilo navadno leto, ki se je po julijanskem koledarju začelo na petek.

## Dogodki

### Sedma križarska vojna
- 27. januar - Ciper: francoski kralj Ludvik IX. napoti dominikanskega meniha Andréja de Longjumeauja na diplomatsko misijo na mongolski dvor v Karakorum. 1250 ↔
  - februar, marec - Spopadi na ulicah Akkona med Genovčani in Benečani.
- 30. maj - Križarska flota zapusti Ciper in se odpravi proti Egiptu.
- 6. junij - Egipt: križarji pod vodstvom Ludvika IX. zavzamejo utrdbo Damietta ob ustju Nila, ki so jo v paniki zapustili vsi prebivalci in pustili most nezastražen. Ker se je začel čas vsakoletnega poplavljanja in poletne vročine, križarji obtičijo v utrdbi za šest mesecev.
- Ob novici, da se je pri Damietti izkrcala križarska flota, se egiptovski ajubidski sultan Al-Malik al-Salih, ki se v Siriji spopada z ostalimi Ajubidi, nemudoma vrne v Egipt. Ker ni pozdravil manjše rane na nogi, ta postane gangrenozna, zato mu ob prihodu v Egipt zdravniki amputirajo nogo.
  - Začetek gverilske vojne proti križarjem. Egipčani vseskozi nadlegujejo križarje po najboljših močeh in se izogibajo odprtemu spopadu.
- 22. november - Umre ajubidski sultan Egipta Al-Malik al-Salih. Ker pa je že nekaj let pred smrtjo kazensko poslal svojega sina in naslednika Al-Muzama Turanšaha v najzakotnejšo provinco ob Zgornjem Nilu, le-ta razmeroma pozno izve za smrt očeta. 1250 ↔
- Ob novici o sultanovi smrti in prihodu novih okrepitev iz Evrope začno križarji marširati proti ajubidski prestolnici Kairo. Zaradi nenehnega nadlegovanja in težav z oskrbo je njihovo napredovanje izjemno počasno. 1250 ↔

### Gibelini vs. gvelfi
- 9. marec - Umrlega (gvelfovskega) nadškofa Mainza Sigfrida III. iz Eppsteina nasledi (prav tako gvelfovski) Kristjan III. iz Weisenauva.
- 26. maj - Bitka pri Fossalti: gvelfi premagajo gibeline, ki jih vodi sardinski kralj Enzo Hohenstaufen[1]. Enza, ki je hkrati admiral cesarske flote, gvelfi ujamejo in zaprejo, kar je resen udarec za njegovega očeta, rimsko-nemškega cesarja Friderika II.. V bitki je ubit še en nezakonski sin Friderika II. Rihard iz Chietija. 1250 ↔
- Pietro della Vigna, kancler v službi Friderika II., zapade pri cesarju, ki je obremenjen s prejšnjimi neuspehi, v nemilost. Friderik II. ga da javno osramotiti, zapreti in oslepiti, Pietro pa se ob enem od cesarjevih obiskov v ječi z vso silo na glavo vrže ob tla in se ubije.

### Ostalo
- 5. junij - Naslove in fevde umrlega lusignanskega barona Huga X. nasledi njegov sin Hugo XI.
- 28. junij - Umrlega grofa Marke[2] Adolfa I. nasledi sin Engelbert I.
- 6. julij - Škotski kralj Aleksander II. poskuša diplomatsko prepričati lokalne fevdalce na Hebridih, da pretrgajo vezi z norveškim kraljem in sklenejo vazalno prisego s Škotsko krono. Njegovi napori ne obrodijo uspeha in med potovanjem huje zboli ter umre. Na prestolu škotskega kralja ga nasledi sin Aleksander III.
- 15. julij - Umrlega velikega mojstra vitezov križnikov Heinricha von Hohenloha nasledi Günther von Wüllersleben, 8. veliki mojster po seznamu.
- 19. julij - Umre beneški dož Jacopo Tiepolo. Že pred smrtjo je abdiciral. Za novega doža je izvoljen Marino Morosini, 44. beneški dož po seznamu.
- 15. avgust - Bitka pri Athenryu, Irska: Hiberno-Normani zavrnejo napad staroselskih Ircev iz keltske kraljevine Connacht.
- 27. september - Umre touluški grof Rajmond VII.. Po sklenjenem Pariškem sporazumu iz leta ← 1229 nasledi grofijo Toulouse Alfonz Poiterški, mlajši brat kralja Ludvika IX.
- 1. november - Po 8-ih letih je končno posvečen canterburyjski nadškof Bonifacij Savojski, ki pa namesto, da bi vdano služil ovčicam kakor predhodnik[3], začne finančno izčrpavati cerkev. 1250 ↔
- Rekonkvista: kastiljski princ Alfonz X. zavzame mavrski Alicante, vendar ga v skladu s sklenjenim sporazumom preda Aragoncem. Istega leta se poroči z aragonsko princeso Jolando.↓
- → Portugalski kralj Alfonz III. osvoji Faro in Silves, zadnji mavrski mesti v portugalski interesni coni. Rekonkvista se za Portugalce zaključi.
- Ahajski knez Vilijem II. Villehardouinški si izbere za prestolnico utrdbo Mystras[4] na jugu Peloponeza.
- Oxford, Anglija: umrli normandijski naddiakon Vilijem iz Durhama v oporoki nameni 310 mark za ustanovitev novega kolidža University Collegea na Univerzi v Oxfordu.
- Umrlega keltsko-vikinškega kralja otoka Man s Hebridi Rögnvaldr Olafsson, ki je vladal zgolj nekaj mesecev, nasledi mlajši brat Harald II. Godredsson.
- Francoski princ Alfonz Poitierski[5] izžene Jude iz grofije Poitiers, ki jo je imel neposredno v fevdu.
- Madžarski kralj Béla IV. Ogrski preseli prestolnico Ogrske iz Esztergoma v Budim.
- Švedski grof (jarl) Birger Magnusson osvoji v imenu švedske krone finsko provinco Tavastijo[6].
- Umre sultan Ifrikije iz dinastije Hafsidov Abu Zakarija. Nasledi ga sin Muhamed I. al-Mustansir, ki obnovi vazalno prisego sicilskemu kralju Frideriku I.[7]
- Japonski regent Hodžo Tokijori ustanovi višje sodišče Hikitsuke z namenom, da bi pospešil reševanje sodb, pri katerih je prišlo do zastojev.

## Rojstva
- 9. julij - cesar Kamejama, 90. japonski cesar († 1305)
- 26. december - Edmund Almain, angleški plemič, 2. grof Cornwall († 1300)

Neznan datum
- Amadej V., savojski grof († 1323)
- Angela Folinjska, italijanska frančiškanska mistikinja, svetnica († 1309)
- Erik V., danski kralj († 1286)
- Friderik I., mejni grof Badna († 1268)
- Humphrey de Bohun, angleški plemič, 3. grof Hereford, 2. grof Essex († 1298)
- Ivan I., saksonski vojvoda († 1285)
- papež Janez XXII. († 1334)
- Konstanca II. Hohenstaufen, sicilska princesa, aragonska kraljica († 1302)
- Menachem Meiri, katalonski rabi († 1310)
- Rihard iz Middletona, francoski frančiškan, teolog in filozof († 1300)
- Robert III., flandrijski grof († 1322)

## Smrti
- 9. marec - Sigfrid III. iz Eppsteina, nemški volilni knez, nadškof Mainza (* 1194)
- 26. maj - Rihard iz Chietija, nezakonski sin Friderika II. (* 1225)
- 5. junij - Hugo X. Lusignanski, baron Lusignana, grof La Marcheja (V.) in Angoulêma (I.)
- 28. junij - Adolf I., nemški plemič, grof Marka (* 1194)
- 6. julij - Aleksander II., škotski kralj (* 1198)
- 15. julij - Heinrich von Hohenlohe, veliki mojster vitezov križnikov
- 19. julij - Jacopo Tiepolo, 43. beneški dož
- 27. september - Rajmond VII., touluški grof, izobčenec (* 1197)
- 5. oktober - Abu Zakarija Jahja, sultan Hafsidskega sultanata (* 1203)
- 22. november - as-Salih Ajub, ajubidski sultan Egipta (* 1205)

Neznan datum
- Pietro della Vigna, kancler v službi Friderika II. (* 1190)
- Song Ci, kitajski zdravnik in forenzik (* 1186)
- Vilijem iz Avergneja, francoski teolog in filozof (* 1180)
- Vilijem iz Durhama, ustanovitelj University Collegea Univerze v Oxfordu
- Vilijem iz Sherwooda, angleški logik, filozof (* 1190)
- Wuzhun Shifan, zen budistični menih, slikar, kaligraf (* 1178)